# Bournemouth

Standort der ehemaligen Unitary Authority von Bournemouth (dunkelrot) in Bournemouth, Christchurch and Poole (rot)

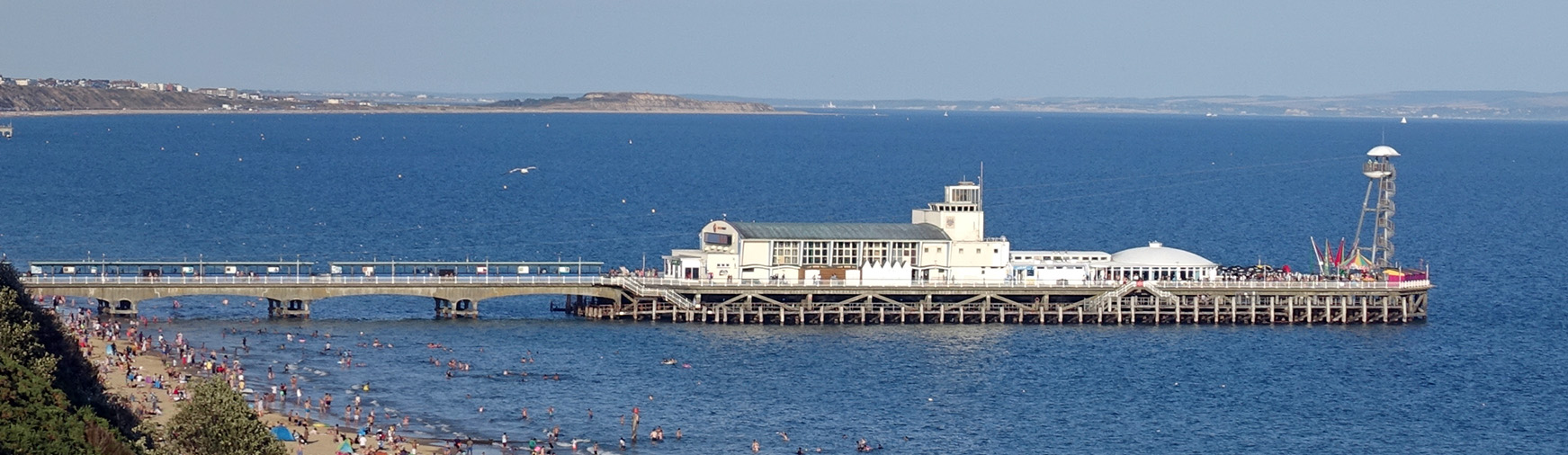
Bournemouth Pier

Bournemouth [ˈbɔːnməθ] ist eine Stadt in der Zeremoniellen Grafschaft Dorset im Südwesten Englands. Sie gehört zur Unitary Authority Bournemouth, Christchurch and Poole. Etwa 172 km südwestlich von London auf 50,43 Grad nördlicher Breite und 1,54 Grad westlicher Länge gelegen, überblickt die Stadt die Meeresbucht Poole Bay. Das Motto von Bournemouth ist „Pulchritudo et salubritas“ (zu Deutsch „Schönheit und Gesundheit“).
Bournemouth ist eines der populärsten Urlaubsziele an der englischen Südküste, vor allem wegen seines langen, sauberen Strandes, der zahlreichen Unterkunftsmöglichkeiten, des großen Unterhaltungsangebots, des milden Klimas und des leichten Zugangs in das Hinterland von Dorset und Devon. Der Küstenabschnitt gehört zu den wärmsten, trockensten und sonnigsten in ganz England.
Die Bevölkerungszahl liegt bei 186.700 und macht Bournemouth zusammen mit den Nachbarstädten zu einem der großen Handels- und Wirtschaftszentren im Süden Englands.
Das in der Nähe der Stadtmitte gelegene Bournemouth International Centre (BIC), das von den Klippen aus den Blick auf das Meer und den Pier des Orts gestattet, ist ein wichtiger Veranstaltungsort für Konferenzen. Dort finden des Öfteren Parteitage der britischen Parteien statt.
In der Umgebung von Bournemouth können viele für Großbritannien seltene Tier- und Pflanzenarten gefunden werden. Die nahe gelegene Brownsea Island ist einer der wenigen Orte im Süden, an denen sich noch das rote Eichhörnchen hält. Die Ameise Formica pratensis wurde nahe Bournemouth bis in die 1980er Jahre nachgewiesen, ist aber anscheinend mittlerweile ausgestorben.

## Innenstadt
Die Haupteinkaufsstraßen im Zentrum der Stadt befinden sich hinter dem Küstenstreifen zu beiden Seiten des kleinen Bourne River. Viele kleine Wege führen durch die unterhalb gelegenen Gärten (Lower Gardens) einfach und schnell ans Meer. Die Einkaufsstraßen befinden sich fast alle in der Fußgängerzone, in der sich zahlreiche Boutiquen, größere Läden, Juweliere und Geschäfte für modisches Zubehör eingerichtet haben. Man findet hier neben den großen Kaufhausketten (Debenhams, Beales, Marks and Spencer, BHS, Dingles) viktorianische Arkaden, etwa zwischen Westover Street und Old Christchurch Road, sowie hunderte von Kneipen, Clubs, Cafés, Hotels und Guest Houses.

## Kultur und Sport
- 2003 wurde für 9,5 Millionen britische Pfund die Bournemouth Library errichtet; sie gewann den Prime Minister’s Better Public Building Award.
- Die Stadt hat auch einen professionellen Fußballverein, den AFC Bournemouth, der zur Saison 2015/16 erstmals in die höchste Liga, die Premier League, aufgestiegen ist. Die Heimspiele finden im Vitality Stadium in Boscombe statt.
- Im International Centre wurden als wichtige Ranglistenturniere im Snooker 1991 und 1992 die Classic, 1994 und 1995 die International Open, 1996 und 1997 der Grand Prix sowie von 1998 bis 2000 die UK Championship ausgetragen.

## Verkehr
Der Flughafen Bournemouth (IATA-Code: BOH) befindet sich etwas nordöstlich von Bournemouth auf dem Gelände des Nachbarortes Christchurch.
Bournemouth hat zwei Bahnhöfe an der South Western Main Line, von denen einer nördlich der Innenstadt liegt („Bournemouth Railway Station“), der andere im Osten der Stadt („Pokesdown Railway Station“). Die südwestlichen Stadtteile Alum Chine und Westbourne erreicht man gut über einen auf dem Gebiet der Nachbarstadt Poole liegenden Bahnhof („Branksome Railway Station“).
Verbindungen nach London werden von National Express sowie von Megabus angeboten.
Bournemouth ist mit Poole im Westen und Christchurch im Osten so zusammengewachsen, dass man auch von der South East Dorset Conurbation (Ballungsgebiet Südost-Dorset) spricht, die zusammen rund 390.000 Einwohner zählt. Vieles, was den Namen „Bournemouth“ trägt, trägt ihn streng genommen zu Unrecht: der „Bournemouth International Airport“ liegt auf dem Gebiet von Christchurch, die „Bournemouth University“ und das „Bournemouth Symphony Orchestra“ sind in Poole, und der häufig verwendete Begriff „Bournemouth Bay“ für die Bucht, in der Bournemouth liegt, ist falsch, weil die Bucht offiziell „Poole Bay“ heißt.
Innerhalb der Stadt und zu den Nachbarorten verkehren Busse von zwei Busgesellschaften: einerseits die gelben Busse von „YellowBusses“, das 2005 von der französischen Transdev aufgekauft wurde, andererseits Busse der Gesellschaft „Wilts & Dorset“, die vornehmlich an ihrer roten Farbe zu erkennen sind. Da es keinen Verkehrsverbund gibt, kann man mit gelösten Fahrscheinen nicht zur anderen Gesellschaft umsteigen. Die Unternehmen konkurrieren stark – so wirbt z. B. Wilts & Dorset damit, dass sie die einzigen Busse mit Klimaanlage hat. Beide Firmen haben im Juli 2006 massive Änderungen im Linien- und Preissystem vorgenommen, was zu großem Unmut in der Bevölkerung und für entsprechende Schlagzeilen gesorgt hat.

## Städtepartnerschaften
- Luzern, Schweiz, seit 1982
- Netanja, Israel

## Persönlichkeiten

### Söhne und Töchter der Stadt
- Hubert Parry (1848–1918), Komponist
- Lucy Kemp-Welch (1869–1958), Malerin, Illustratorin und Lehrerin
- Lawrence Grant (1870–1952), Schauspieler
- Radclyffe Hall (1880–1943), Dichterin und Schriftstellerin
- Horace Wilson (1882–1972), Regierungsbeamter
- Arthur Wiggins (1891–1961), Ruderer
- Vera Chapman (1898–1996), Autorin
- Elisabeth Scott (1898–1972), Architektin
- Grace Evelyn Pickford (1902–1986), britisch-amerikanische Biologin und Hochschullehrerin
- Rolf Theodor Bühler (1903–1992), Schweizer Unternehmer und Nationalrat (FDP)
- Anthony Blunt (1907–1983), Kunsthistoriker und Doppelagent
- Raymond Paley (1907–1933), Mathematiker
- Harold Geneen (1910–1997), US-amerikanischer Geschäftsmann
- Barbara Dainton, geb. West (1911–2007), Überlebende des Titanic-Unglücks
- Margaret Munn-Rankin (1913–1981), Vorderasiatische Archäologin und Altorientalistin
- John Gibbs (1917–2007), anglikanischer Theologe, Bischof von Coventry 1976–1985
- Frederick Warner (1918–1995), Diplomat und Politiker
- Ronald P. Dore (1925–2018), Soziologe
- Audrey Williamson (1926–2010), Leichtathletin
- Charles Gray (1928–2000), Schauspieler
- Rutherford Aris (1929–2005), britisch-amerikanischer Chemieingenieur und angewandter Mathematiker
- Derek W. Robinson (1935–2021), Physiker und Mathematiker
- Terence Cave (* 1938), Literaturwissenschaftler und Romanist
- Simon Preston (1938–2022), Organist, Dirigent und Komponist
- John Hawken (1940–2024), Keyboarder
- Don Partridge (1941–2010), Popsänger und Straßenmusiker
- Michael Giles (* 1942), Musiker
- Zoot Money (1942–2024), Blues- und Rockmusiker
- John Philippe Rushton (1943–2012), britisch-kanadischer Psychologe
- Virginia Wade (* 1945), Tennisspielerin
- Gordon Haskell (1946–2020), Musiker und Autor
- Lee Kerslake (1947–2020), Schlagzeuger (Uriah Heep)
- Richard Palmer-James (* 1947), Gitarrist
- Tom Wise (* 1948), Polizist und Politiker
- Joe Armstrong (1950–2019), Informatiker und Erfinder der Programmiersprache Erlang
- Phil Hockey (1956–2013), britisch-südafrikanischer Ornithologe
- Robert Hart (* 1958), Rockmusiker und Songwriter
- Jayne Atkinson (* 1959), US-amerikanische Schauspielerin
- Ivan Rogers (* 1960), Beamter
- Neale Marmon (* 1961), Fußballspieler und -trainer
- Steven Mead (* 1962), Euphoniumspieler
- Sarah Bakewell (* 1963), Autorin und Kuratorin
- Kenneth A. Maple (* 1968), Radio-Comedian
- Scott Mitchell (* 1970), Dartspieler
- Kristian House (* 1979), Radrennfahrer
- Leilani Dowding (* 1980), Schönheitskönigin und Schauspielerin
- Alison Knowles (* 1982), Ruderin
- Victoria Yeates (* 1983), Schauspielerin
- Janet Montgomery (* 1985), Schauspielerin
- Jack Donnelly (* 1986), Schauspieler
- Iain Weaver (* 1990), Amateurboxer
- Alistair Fielding (* 2000), Radsportler

### Weitere Persönlichkeiten
- Mary Shelley, die Autorin von Frankenstein, liegt auf dem St. Peter’s Churchyard begraben.
- J.R.R. Tolkien, der Autor des Herr der Ringe, starb während eines Urlaubs in Bournemouth.
- Alfred Kaiser, starb während eines Urlaubs in Bournemouth.
- Charles Rolls kam bei einem Flugzeugabsturz in Bournemouth ums Leben.

- Im am Meer gelegenen Royal Bath Hotel, östlich der Central Gardens, haben u. a. gewohnt Oscar Wilde, Herbert George Wells, Richard Harris, Sir Thomas Beecham und die Premierminister Benjamin Disraeli, William Gladstone, Herbert Asquith und David Lloyd George. Zu den königlichen Besuchern zählten Eduard VII., Eduard VIII., Georg VI., Königin Wilhelmina (Niederlande) sowie Kaiserin Eugénie von Frankreich.